# 泡

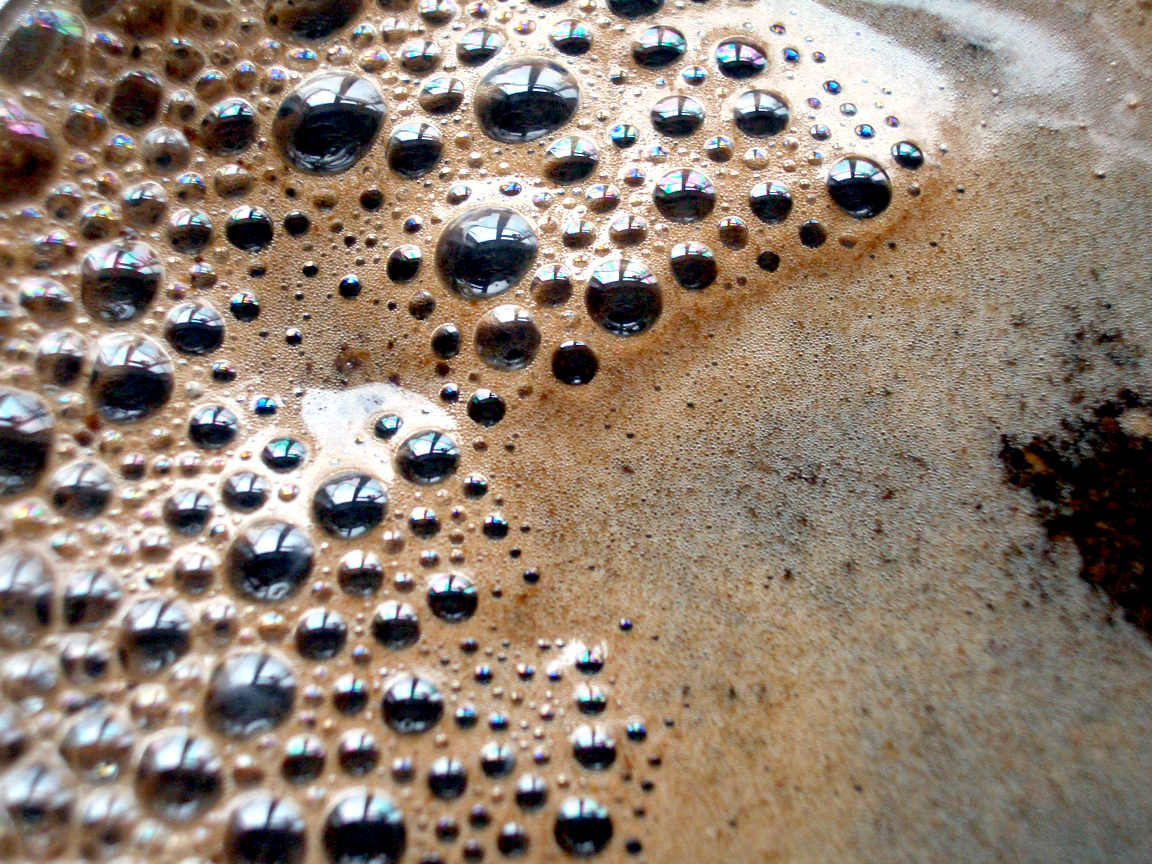
液体が空気を含んで丸くなった例　煎れたてのコーヒー表面の泡

泡（あわ、あぶく、英: foam、bubble）は、気体を分散相とし、液体（あるいは固体）を連続相とする性状の物体。液体もしくは固体の中に空気などの気体を含んだものである。泡の典型例にシャボン玉やビールの泡がある。

## 泡の種類
泡には気泡（Micro-foamまたはBubble）と泡沫（Macro-foamまたはFoams）がある。気泡とは、液体中もしくは固体中にある気体の粒子をいう。泡沫は多数の気泡が液面に浮上して塊を形成したもの（多数が薄膜を隔てて密集しているもの）をいう。気泡が一つの界面（一層の界面活性剤層）からなるのに対し、泡沫は二つの界面（二層の界面活性剤層）からなる。
また、構成気泡間の泡膜の種類により、液体泡沫（ビール、石鹸、泡消火剤など）、弾性泡沫（フォームラバー、樹脂スポンジ、マシュマロ、パンなど）、固体泡沫（気泡コンクリート、泡ガラス、軽石、木炭、ビスケットなど）に分けられる。

## 構造
多くの場合において、ひとつの'泡塊'（英: foam）は、'多尺度系'（英: multi-scale system）である。

浮表面の泡塊における泡粒のそろいかた。

一つの尺度は'泡粒'（英: bubble）である：材料の泡塊はたいてい不ぞろいでありそして泡粒の大きさがまちまちである。巨視的には、理想化された泡塊の研究は、極小曲面と、空間充填とも呼ばれる三次元の充填の数学的な問題に密接に関連する。プラトーの法則が石鹸の膜（英語: soap films）がいかに泡塊において形成されるかを記述するなかで、ウィア＝フェラン構造は完全にそろった泡塊のもっとも可能な（最適の）単位胞と考えられる。
泡粒よりも小さな尺度では、膜層（英: lamella）と呼ばれるつなぎ合わされた膜のネットワークを考えることのできる、準安定状態の泡塊におけるその膜の厚みである。理想的には、プラトー境界として知られる、その結合点において120°の角度で膜層は稜辺を合する。
さらに低い尺度は膜の表面の液‐気界面である。ほとんどの場合この界面は、しばしば界面活性剤、（ラムスデン乳剤の）粒子、またはもっと複雑な結合子によってできた両親媒性分子構造の層により安定化される。

## 固体泡塊の力学的性質
開細胞または閉細胞の、固体泡隗は、細胞構造の部類として考えられる。これらはしばしば'蜂の巣構造'（英:  honeycomb）や'トラス格子'（英: truss lattice ）のようなほかの細胞構造と比較される、下位の接点結合を有する、したがって、それらの崩壊機構は部材の曲げによって引き起こされる、低接点結合と崩壊機構の結果は終局的に、それらの下位の機械的強度と、蜂の巣構造とトラス格子に比較される剛性に導く。

### 弾塑性泡塊

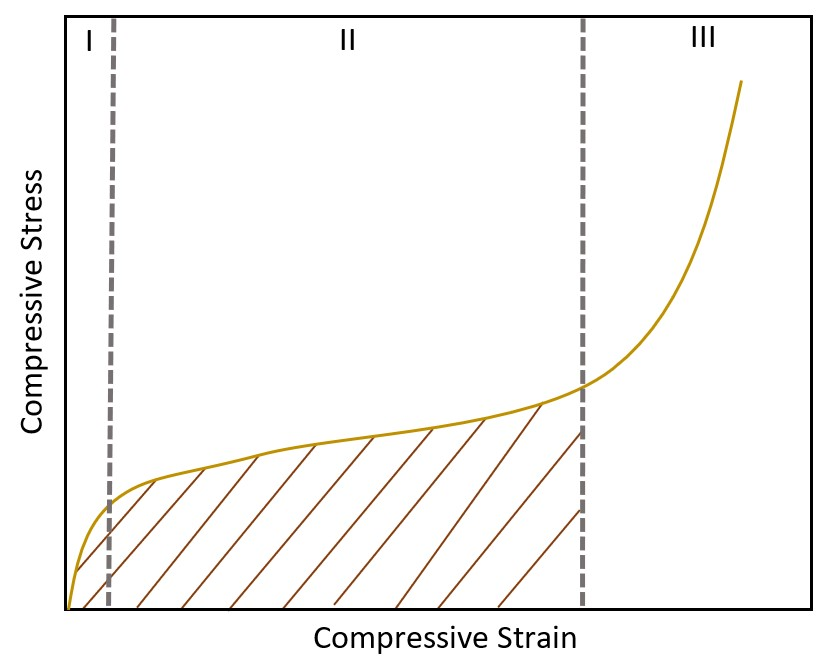
線形弾性、細胞壁降伏、および細胞壁崩壊のものである、段塑性泡塊の図式的な応力‐歪曲線。単位体積あたりのエネルギー割合を記述する曲線における領域では、泡塊はエネルギーを吸収する。

泡隗のような、弾塑性の細胞固体は圧縮され、最初細胞壁が曲がるようにして弾性的に挙動し、その細胞壁が反るにつれ、細胞壁が一緒に壊れる材料的な崩壊までの終局の、そのときまで材料としての強度低下と降伏がある。これらは、急勾配の線形弾性領域、降伏（高原応力）後の'なだらかな'（英: shallow）領域、および指数的に増大する領域のような、'応力‐歪曲線'（英: stress-strain curve）においてみられる。開細胞の泡塊についての係数が次の方程式によって定義される、線形の弾性の領域において材料の'剛性'（英:  stiffness）が計算できる：
{\displaystyle \left({\frac {E^{*}}{E_{s}}}\right)_{f}=C_{f}\left({\frac {\rho ^{*}}{\rho _{s}}}\right)^{2}}
ここに{\displaystyle E_{s}}は固体構成要素の係数、{\displaystyle E^{*}}は蜂の巣構造の係数、{\displaystyle C_{f}}は1に近い値をとる定数、{\displaystyle \rho ^{*}}は蜂の巣構造の密度、および{\displaystyle \rho _{s}}は固体の密度である。

## 泡の生成と消滅

### 発泡・起泡の機構
泡は各種界面活性物質または界面活性剤の気・液界面への吸着によって生じる。工業上は混和剤が用いられるが、混和剤には界面活性作用により気泡を物理的に導入する起泡剤と、化学的な反応を利用する発泡剤がある。
圧力・温度の変化による泡
液体にかかる圧力を低下させたり、温度を上昇させたりすると、液体に溶け込んだ気体が泡となって放出される。さらに圧力を低下させたり、温度を上昇させると、液体自体が沸騰して泡を発生させる。
- ベーパーロック現象 - 自動車のブレーキにおいて、過熱によってブレーキ液の内部に蒸気（vapor）の泡が発生し、ブレーキが利かなくなる現象。
- キャビテーション
- スーパーキャビテーション

化学反応による泡
液体中で気体を発生させるような化学反応を起こすと、比重の小さい気体が上昇する過程で泡が発生する。料理においては重曹がこの目的で用いられる。また、アルコール発酵も気泡を生じさせるが、例えばパンのように、それをむしろ利用する例もある。
機械的操作による泡
攪拌機、泡立て器などで液体を攪拌することによって、空気を泡の形で液体に取り込む。あるいは、液体中に気体を吹き込むことで作る。空中で作ればシャボン玉になる。
物質の泡立ちやすさを起泡力という。起泡力は一般には単位液体体積から得られる泡体積で表される。また、泡の消えにくさを安定性（安定度）という。泡の安定性には泡沫内にある薄い泡膜（ラメラ）の粘弾性が関与しており、液体粘度が高くなるほど泡も安定化する。泡膜を構成する液体が膜内で重力の作用で流下しようとする現象を排液というが、排液は膜を薄く不安定化させるため、排液を防止することも泡を安定化させることになる。

### 消泡・破泡・抑泡の機構
消泡あるいは泡消し（Deforming）は破泡（Foambreaking）と抑泡（Antiforming）に大別される。破泡は既にある泡沫に破泡剤などを加えて泡を破壊することをいう。抑泡は予め抑泡剤を添加するなどして泡立ちを防止することをいう。

## 泡の形状と挙動
液中における気泡の形状はその大きさによって以下のように変わる。
- 1mm以下の気泡はほぼ球形。
- 数mm程度になると上昇方向に扁平になり、短軸を回転軸とする回転楕円体状になる。
- さらに大きくなるとキノコ状になり形状は不安定になる。

また、比較的小さな気泡はほぼ直線的に上昇運動するが、ある程度大きくなると螺旋状に上昇し、さらに大きくなると不規則な振動をしながら上昇する。

## 安定性

### 不安定化

液圧に抗する泡粒

ビトルド・リブジンスキー（英: Witold Rybczynski ）とジャック・アダマール（英: Jacques Hadamard）は、泡粒（英: bubble）の表面の半径が{\displaystyle r}であるという仮定のもとで、泡塊（英: foam）の中を上昇する泡粒の速度を計算する方程式を展開した。cm/sの単位の速度で
{\displaystyle u={\frac {2gr^{2}}{9\eta _{2}}}(\rho _{2}-\rho _{1})\left({\frac {3\eta _{1}+3\eta _{2}}{3\eta _{1}+2\eta _{2}}}\right)\!}
である。{\displaystyle \rho _{1}} と{\displaystyle \rho _{2}}は順に気体と液体のg/cm3の単位の密度、{\displaystyle \eta _{1}}と{\displaystyle \eta _{2}}は順に気体と液体のg/cm·sの単位の粘度（英: dynamic viscosity）であり、{\displaystyle g} はcm/s2の単位の重力加速度である。
しかし、液体の密度と粘性が気体のそれよりもとても大きければ、気体の密度と粘性は無視でき、この場合の上昇する泡粒についての新たな方程式は次のようである：
{\displaystyle u={\frac {gr^{2}}{3\eta _{2}}}(\rho _{2})\!}
しかし、泡粒上昇についてのより精確なモデルが示されてきた実験によれば
{\displaystyle u={\frac {2gr^{2}}{9\eta _{2}}}(\rho _{2}-\rho _{1})\!}
である。

## 自然界における泡
水面の泡は、風による水面の攪乱（波）や激しい水流（潮流や滝壺など）によって生じる。
このほか、水中・水底の有機物から発生した腐敗ガスや、水底の土中に閉じ込められていたメタンガスが泡を形成したり、火山などによる高い地熱で水たまりや泥たまり、マグマが泡立ったりする現象も見られる。
体液を利用して泡を作り、これを活用している生物に、アサガオガイやアワフキムシがある。卵を守るために泡で巣を作る例もある。ベタなどは水面に浮かぶ泡の層に卵を含ませ、モリアオガエルは樹上に体液をかき混ぜて作った泡の塊を作り、その内部に産卵する。
渓流においては、滝壺などに見られる細かい泡の堆積地で泡を採集し、顕微鏡下で観察すると、ここに水中の微小な顆粒が捕らえられており、特に水生不完全菌の胞子が多量に見られることが知られている。専門の研究者はよくこれを採集の試料として用い、ここから胞子を拾い出して培養することを試みる。

## 産業上における泡

### 泡の利用

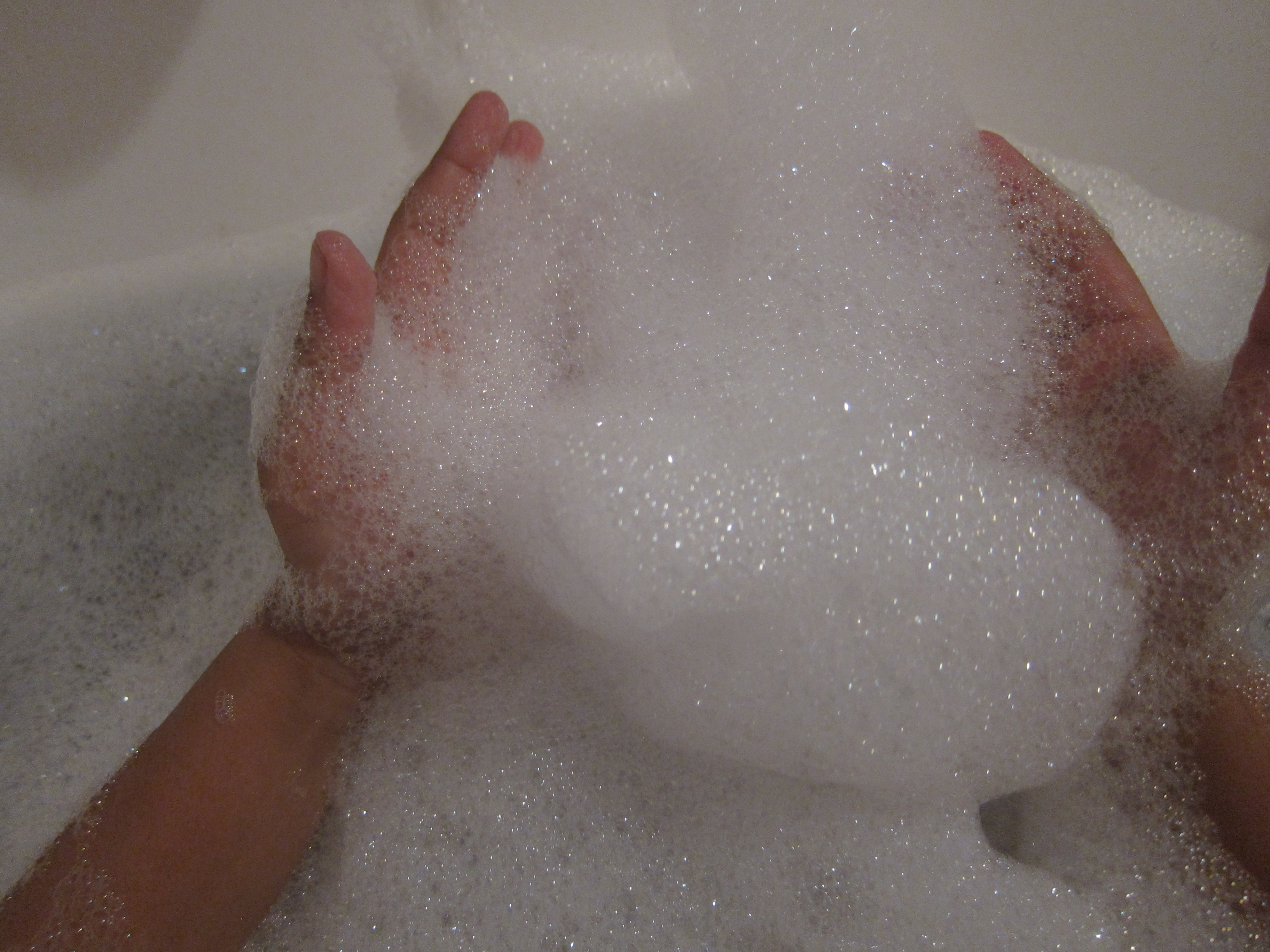
浴室で細かく泡立てた泡を積み上げる様子

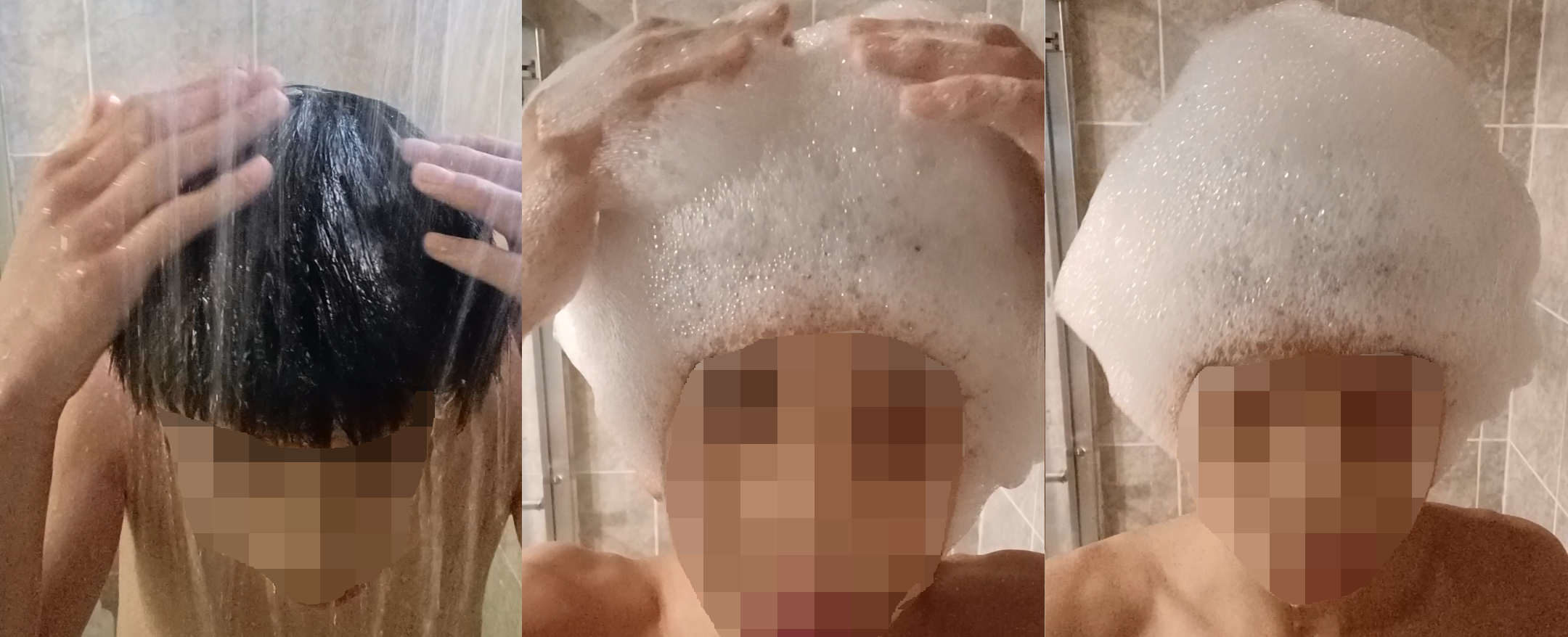
シャンプーで細かく泡だてて洗髪。より小さな泡の集合体になるほど皮脂を吸着させやすくなる

泡が工業分野で有効利用される例として消火器や食品工業などがある。食品の例として植物油を撹拌して気泡を含ませたホイップクリームがある。また、代表的な工業製品に発泡スチロールがありポリスチレン樹脂を発泡させることにより製造される。
日用品の各種洗剤・洗浄剤や髭そり用シェーヴィングフォームなどに泡入り製品があるほか、機械洗浄や工場排水処理といった工業用途にも使われる。
泡の大きさを細かくすることで、実用での使い道はさらに広がる。従来はマイクロバブル、ナノバブルと呼称されてきた。2017年6月、国際標準化機構（ISO）は、直径100㎛未満の泡を「ファインバブル」と総称し、1㎛以上を「マイクロバブル」、それ未満を「ウルトラファインバブル」に分ける規格を決めた。「ウルトラファインバブル」はブラウン運動により、保存方法によっては数年間、泡が浮上せず液体中にとどまることもある。
用途としては前述のような洗浄のほか、水揚げした魚を窒素の泡入り水に入れて鮮度を保持したり、酸素の泡入り水で農作物の食味を良くしたり取り組みが日本では実際に行われている。関連する企業・団体による一般社団法人ファインバブル産業会が設立されている。ファインバブル産業会の推計によれば、ファインバブルの日本国内市場規模は2010年時点で200億円。
このほか一般社団法人 日本マイクロ・ナノバブル学会も活動している。同学会代表理事の大平猛によると、ナノバブルが植物の生育を促す理由は、泡の帯電性が葉緑素の増加を助けるためと考えられ、水中の溶存酸素による効果とは異なる。植物の品種により適切な帯電性、帯電率、濃度が異なるため、学会としてマニュアルの作成を進めている。

### 泡の抑制
泡は工業製品などに影響を及ぼすこともある。
塗料では泡の混入は塗料製造中の障害になるほか、塗装やその後の乾燥、塗膜形成過程での品質低下など様々な不具合を起こすため消泡剤の使用などの対策が取られる。
食品工業では豆腐の製造過程で、豆乳に凝固剤（にがり）を加え、凝固させて豆腐を製造する際に、泡の発生を抑えるための消泡剤が添加されている。
洗濯用洗剤では、洗濯槽から泡があふれ出ないように、泡の発生を抑えている。

## 比喩表現
すぐに割れてなくなるさまから、一時的なブームやバブル経済といった「はかなく消えるもの」の比喩に用いられる。

## 関連作品
- 小説『日々の泡』 L' Ecume des jours（ボリス・ヴィアン、1947年）
- 鴨長明『方丈記』無常観を表した一節「よどみに浮ぶうたかたは…」で知られる。

## 引用文献

### ウェブサイト
- Morgan, Frank (2008), Existence of Least-perimeter Partitions

### 書籍
- Courtney, Thomas H. (2005) (English). Mechanical Behavior of Materials. Waveland Press, Inc. pp. 686-713. ISBN 1-57766-425-6

### 雑誌
- Kooistra, Gregory W.; Deshpande, Vikram S.; Wadley, Haydn N.G. (August 2004). “Compressive behavior of age hardenable tetrahedral lattice truss structures made from aluminium”. Acta Materialia 52 (14):  4229–4237.
- Queheillalt, Douglas T.; Wadley, Haydn N.G. (January 2005). “Cellular metal lattices with hollow trusses”. Acta Materialia 53 (2):  303–313.